# Omotola Jalade Ekeinde
Omotola Jalade Ekeinde, née le 7 février 1978 à Lagos (Nigeria), est une actrice, chanteuse et philanthrope nigériane. Tournant à Nollywood, elle a joué dans plus de 300 films.

## Biographie
Orpheline de  père, elle commence comme mannequin pour apporter des ressources financières à sa famille, puis fait ses débuts au cinéma à 17 ans, en 1995. Elle enchaîne ensuite les tournages à Nollywood, l'industrie cinématographique du Nigeria. Elle compte plus de 300 interprétations à son actif, et devient dans son pays, l'actrice la plus célèbre de sa génération.
Surnommée Omosexy (surnom qu'elle reprend à son compte dans sa signature), ses formes généreuses participent à son succès  : « Elle représente quelque chose physiquement », explique Serge Noukoué, organisateur d'un festival Nollywood Week à Paris en 2014, « Ses rondeurs plaisent car au Nigeria on assimile la femme forte à la femme puissante, celle qui réussit et qui domine. ». En 2012, elle interprète un des principaux rôles dans le film de Obi Emelonye, Last Flight to Abuja qui se place en tête du box-office africain cette année-là. En 2013, elle est la première nigériane à intégrer la liste des 100 personnes qui seraient les plus influentes au monde selon le Time.

### Causes et volontariat
Elle s'engage dans différentes causes humanitaires, étant ambassadrice des Nations unies pour le Programme alimentaire mondial depuis 2005,ayant mené plusieurs campagnes pour Amnesty International, et ayant participé à une vidéo de la campagne ONE en 2015, contre le sexisme . 

## Vie privée
Elle est mariée à un pilote de ligne, et est devenue une femme d'affaires.

## Principaux films
| Titre                    | Année | Rôle                 | Notes                                           |
| Venom of Justice         | 1995  |                      |                                                 |
| Mortal Inheritance       | 1996  |                      |                                                 |
| Scores to Settle         | 1998  |                      |                                                 |
| Lost Kingdom             | 1999  |                      |                                                 |
| Kosorogun                | 2002  |                      |                                                 |
| When Love Dies           | 2003  | Mary                 |                                                 |
| Under Fire               | 2003  |                      |                                                 |
| The Outsider             | 2003  |                      |                                                 |
| Rescue                   | 2003  |                      |                                                 |
| Blood Sisters            | 2003  | avec Genevieve Nnaji |                                                 |
| Royal Family             | 2004  |                      |                                                 |
| Die Another Day          | 2004  | Queen                |                                                 |
| A Kiss from Rose         | 2004  |                      |                                                 |
| Games Women Play         | 2005  |                      |                                                 |
| Brave Heart              | 2005  |                      |                                                 |
| The Revelation           | 2007  |                      |                                                 |
| Sand in My Shoes         | 2007  |                      |                                                 |
| Careless Soul            | 2007  |                      |                                                 |
| Yankee Girls             | 2008  |                      |                                                 |
| Temple of Justice        | 2008  |                      |                                                 |
| My Last Ambition         | 2009  | Amanda               |                                                 |
| Ije: The Journey         | 2010  | Anya Opara Michino   | avec Genevieve Nnaji, Odalys Garcia, Ulrich Que |
| Ties That Bind           | 2011  |                      | avec Ama K. Abebrese, Kimberly Elise            |
| Dernier Vol pour Abuja   | 2012  | Suzie                | avec Hakeem Kae-Kazim, Jim Iyke, Jide Kosoko    |
| Amina                    | 2012  | Amina                |                                                 |
| Hit the Floor (série TV) | 2013  | Omotola              |                                                 |

## Sources
- (en) Cet article est partiellement ou en totalité issu de l’article de Wikipédia en anglais intitulé « Omotola Jalade Ekeinde » (voir la liste des auteurs).
- Rédaction Vanguard, « Cinéma. Omosexy, reine de Nollywood », Courrier international, traduit du Vanguard,‎ 12 septembre 2013 (lire en ligne).
- Julien Blanc-Gras, « Omotola, pétroleuse du Nigeria », Le Monde,‎ 7 mars 2014 (lire en ligne).
- Diane-Audrey Ngako, « La pauvreté et le sexisme expliqués au gotha africain des affaires », Le Monde,‎ 11 juin 2015 (lire en ligne).